# Kaikyō Yume Tower
Le Kaikyō Yume Tower (海峡ゆめタワー) est un gratte-ciel de 153 mètres de hauteur sur 30 étages, construit en 1996 dans la ville de Shimonoseki à l'ouest du Japon. 
C'est le plus haut bâtiment de la Préfecture de Yamaguchi ainsi que l'unique gratte-ciel de Shimonoseki
Il fait partie du Yamaguchi International Center , un centre de foire et de conférence.
L'architecte est la société NTT Facilities
Au sommet se trouve une bulle d'observation de 3 étages et de 21 mètres de diamètre qui comprend un dispositif qui stabilise la tour d'un facteur 1/3 à 1/2 et lui permet de résister à des vents instantanés de 120 mètres par seconde.
L'immeuble comprend un ascenseur transparent qui arrive au sommet en 70 secondes, soit à la vitesse de 2 mètres par seconde.